# العلاقات البوسنية الغينية
العلاقات البوسنية الغينية هي العلاقات الثنائية التي تجمع بين البوسنة والهرسك وغينيا.

## مقارنة بين البلدين
هذه مقارنة عامة ومرجعية للدولتين:
| وجه المقارنة                                              | البوسنة والهرسك                                             | غينيا       |
| --------------------------------------------------------- | ----------------------------------------------------------- | ----------- |
| المساحة (كم2)                                             | 51.20 ألف                                                   | 245.86 ألف  |
| عدد السكان (نسمة)                                         | 3.51 مليون                                                  | 12.72 مليون |
| الكثافة السكانية (ن./كم²)                                 | 68.55                                                       | 51.74       |
| العاصمة                                                   | سراييفو                                                     | كوناكري     |
| اللغة الرسمية                                             | اللغة البوسنوية، اللغة الكرواتية، اللغة الصربية             | لغة فرنسية  |
| العملة                                                    | مارك بوسني                                                  | فرنك غيني   |
| الناتج المحلي الإجمالي (بليون دولار)                      | 18.17 مليار                                                 | 10.50 مليار |
| الناتج المحلي الإجمالي (تعادل القوة الشرائية) بليون دولار | 41.35 مليار                                                 | 15.24 مليار |
| الناتج المحلي الإجمالي الاسمي للفرد دولار أمريكي          | 4.25 ألف                                                    | 531         |
| الناتج المحلي الإجمالي للفرد دولار أمريكي                 | 10.43 ألف                                                   | 1.22 ألف    |
| مؤشر التنمية البشرية                                      | 0.733                                                       | 0.411       |
| رمز المكالمات الدولي                                      | +387                                                        | +224        |
| رمز الإنترنت                                              | .ba                                                         | .gn         |
| المنطقة الزمنية                                           | توقيت وسط أوروبا، ت ع م+01:00، ت ع م+02:00، أوروبا/سراييفو ‏ | 00          |

## منظمات دولية مشتركة
يشترك البلدان في عضوية مجموعة من المنظمات الدولية، منها:
| علم المنظمة | اسم المنظمة                               | تاريخ انضمام البوسنة والهرسك | تاريخ انضمام غينيا |
| ----------- | ----------------------------------------- | ---------------------------- | ------------------ |
|             | مؤسسة التنمية الدولية                     | 25 فبراير 1993               | 26 سبتمبر 1969     |
|             | يونسكو                                    | 2 يونيو 1993                 | 2 فبراير 1960      |
|             | وكالة ضمان الاستثمار متعدد الأطراف        | 19 مارس 1993                 | 5 أكتوبر 1995      |
|             | الأمم المتحدة                             | 22 مايو 1992                 | 12 ديسمبر 1958     |
|             | الاتحاد البريدي العالمي                   | ?                            | ?                  |
|             | البنك الدولي للإنشاء والتعمير             | 25 فبراير 1993               | 28 سبتمبر 1963     |
|             | منظمة حظر الأسلحة الكيميائية              | ?                            | ?                  |
|             | مؤسسة التمويل الدولية                     | 25 فبراير 1993               | 22 أكتوبر 1982     |
|             | المركز الدولي لتسوية المنازعات الاستشارية | 13 يونيو 1997                | 4 ديسمبر 1968      |
|             | منظمة الشرطة الجنائية الدولية             | ?                            | ?                  |

## وصلات خارجية
- موقع وزارة الخارجية البوسنية